# 99. østlige længdekreds
Den 99. østlige længdekreds (eller 99 grader østlig længde) er en længdekreds, der ligger 99 grader øst for nulmeridianen. Den løber gennem Ishavet, Asien, det Indiske Ocean, det Sydlige Ishav og Antarktis.